# يو درويش

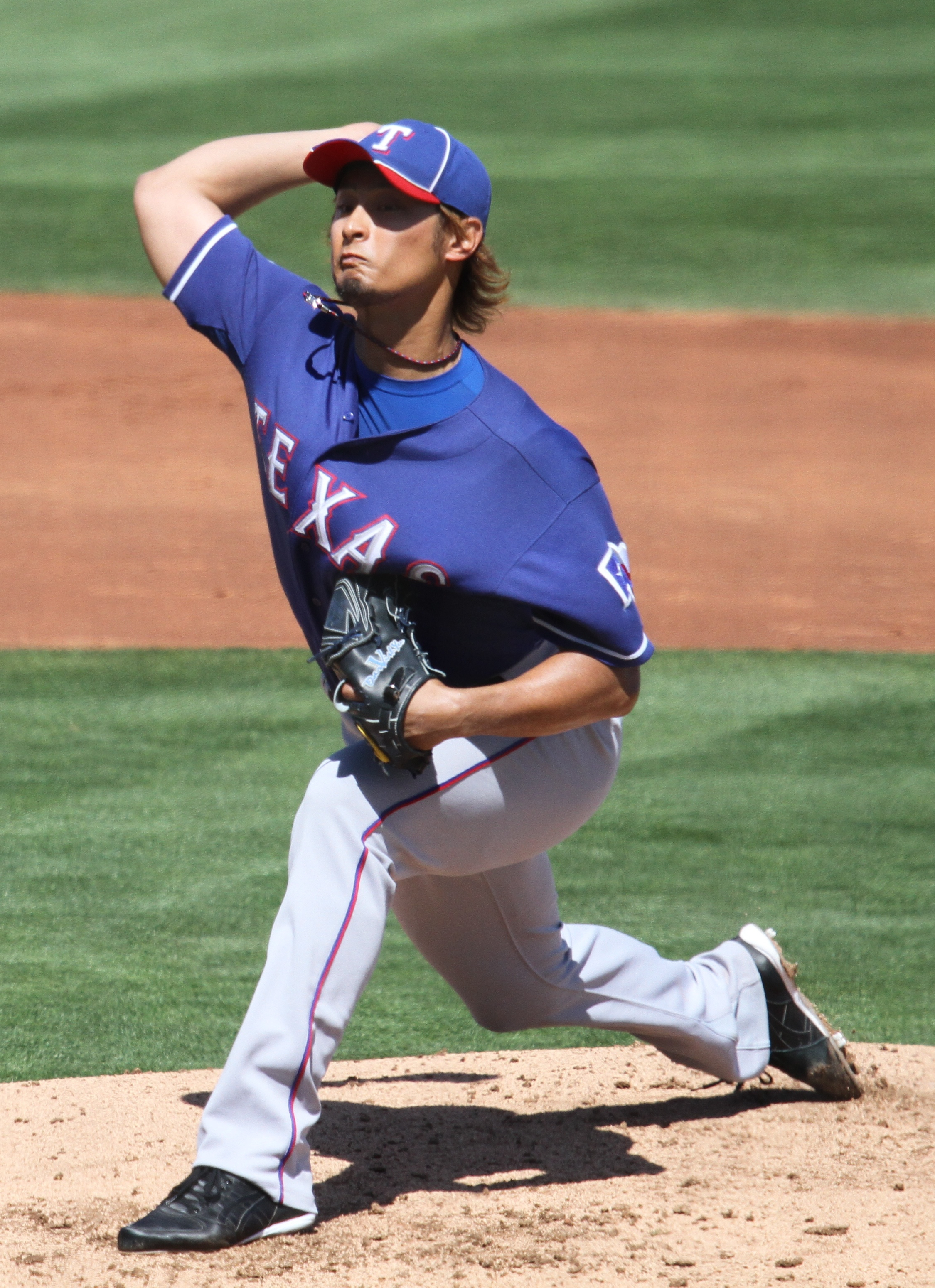
يو درويش أثناء لعب البيسبول سنة 2012م

يو درويش (باليابانية: ダルビッシュ 有) ، من مواليد 16 أغسطس سنة 1986م، من أب إيراني وأم يابانية، وهو لاعب بيسبول ياباني برغم أنه لا يتقن اللغة الفارسية.